# Augyles manfredjaechi
Augyles manfredjaechi is een keversoort uit de familie oevergraafkevers (Heteroceridae). De wetenschappelijke naam van de soort is voor het eerst geldig gepubliceerd in 1995 door Mascagni.